# SMS Thüringen
El SMS Thüringen (Turingia en español) fue un acorazado tipo dreadnought perteneciente a la clase Helgoland de la Kaiserliche Marine. Los acorazados de esta clase fueron los últimos acorazados alemanes con máquinas de vapor de triple expansión y fueron construidos para reemplazar a los antiguos buques blindados y de defensa de costas.

## Diseño

### Dimensiones y maquinaria
El Thüringen tenía una eslora de 167,20 m, una manga de 28,50 m y un calado de 8,94 m para un desplazamiento estándar de 22.808 toneladas y 24.700 toneladas a plena carga. Se propulsaba mediante 3 hélices accionadas por tres máquinas de vapor cilíndricas de triple expansión que producían 22.000 caballos de vapor, lo que le permitía desarrollar una velocidad máxima de 20,8 nudos con una autonomía de 10.186 kilómetros a 10 nudos. 
El Thüringen y sus gemelos se distinguían de sus predecesores, la clase Nassau, por tener tres chimeneas en comparación con la única de los buques anteriores, y por la carencia de la grúa a mitad del buque.

### Armamento
El Thüringen estaba armado con 12 cañones de 305 mm (12”), montados en torretas dobles en la misma configuración hexagonal que sus predecesores de la clase Nassau, con una torreta a proa, otra a proa y cuatro en la zona central, colocadas dos por banda. La artillería secundaria estaba compuesta por catorce piezas de 150 mm (5,9”) y ocho de 88 mm (3,4”) antiaéreas en montajes simples a lo largo del buque. El Thüringen también estaba armado con seis tubos lanzatorpedos de 500 mm.

### Blindaje
El Thüringen tenía un cinturón blindado de 300 mm y una cubierta de 76 y 60 mm en las áreas menos críticas. En la torre de mando era de 400 mm y las barbetas estaban protegidas también por placas de 300 mm al igual que las torretas.

## Historial de servicio
Al inicio de la Primera Guerra Mundial, el Thüringen fue asignado a la I escuadra de combate, bajo el mando del capitán H. Küsel. el 24 de abril de 1916 cubre a los cruceros de batalla que bombardean Yarmouth y Lowestoft. El 31 de mayo de ese año, el Thüringen luchó en la Batalla de Jutlandia junto con sus gemelos. Aproximadamente a las 02:00, el Thüringen destruye al Crucero acorazado HMS Black Prince con una gigantesca explosión. Durante la batalla, el Thüringen disparó 107 rondas de 305 mm (12”) y no recibió daños.
Al finalizar la guerra, y tras participar en el levantamiento marinero en Kiel, los cuatro acorazados de la clase Helgoland fueron entregados como botín de guerra a las potencias vencedoras, El Thüringen le correspondió a Francia y fue trasladado a Brest a comienzos de 1920, pero en la costa de Cherburgo, la tripulación alemana trató de echar a pique el buque. Los franceses consiguieron mantenerlo a flote y entrar en Cherburgo. En febrero de 1921, el Thüringen fue llevado a Brest, donde se le retiró su armamento. Posteriormente fue trasladado a Gâvres, donde se encontraba la base de entrenamiento de artillería de la armada francesa. El buque encalló en la playa y el casco se rompió en dos. Su pecio fue vendido para desguace en marzo de 1923 y fue parcialmente desguazado in situ, aunque una sección del casco, de unos 100 metros, permaneció a 10 metros de profundidad hasta 1933. Los restos del casco fueron completamente destruidos por la acción de las olas y del agua salobre.